# Christina Giazitzidou
Christina Giazitzidou (grekiska: Χριστινα Γιαζιτζιδου), född 12 oktober 1989 i Kastoria i Västra Makedonien, är en grekisk roddare. Hon tog en bronsmedalj vid olympiska sommarspelen 2012 i London tillsammans med Alexandra Tsiavou.
Giazitzidou började tävla för det grekiska juniorlandslaget 2006. Hon tog en bronsmedalj vid juniorvärldsmästerskapen i Peking 2007. Hon började tävla tillsammans med Alexandra Tsiavou 2009, de vann VM i Poznań 2009 och tog brons vid VM i Karapiro året därefter och guld vid VM i Bled 2011. I olympiska sommarspelen 2012 tog de en bronsmedalj i lättvikts-dubbelsculler.